# Sphaerodactylus molei
Sphaerodactylus molei är en ödleart som beskrevs av  Oskar Boettger 1894. Sphaerodactylus molei ingår i släktet Sphaerodactylus och familjen geckoödlor. Inga underarter finns listade i Catalogue of Life.